# Chéri
Chéri es una película dramática de 2009, dirigida por Stephen Frears y protagonizada por Michelle Pfeiffer y Rupert Friend que adapta la novela homónima de la autora francesa Colette. La película se estrenó en el Festival Internacional de Cine de Berlín de 2009.

## Sinopsis
Ambientada en el París de la Belle Époque, Chéri cuenta la historia del fin de una relación de seis años entre una hermosa pero envejecida cortesana, Léa, y un hombre joven y extravagante, Fred, apodado "Chéri" ("Querido"). 
Los dos creen que su relación es casual, hasta que son separados por el matrimonio arreglado de Chéri, momento en el que se dan cuenta de que están enamorados. Pasan 9 meses separados, en los que Léa se traslada de la ciudad para no ver a Chéri, se hospeda en un hotel en el que encuentra un nuevo amante, pero se da cuenta de que éste no provoca en ella las mismas sensaciones que Chéri. Chéri, por su parte, se va de casa dejando sola a su esposa. Al saber de esto último, Léa vuelve y Chéri la va a ver, pero antes vuelve con su esposa. 
Pasan la noche juntos y Léa comienza a planear su nueva vida juntos. Sin embargo, cuando se entera de que Chéri había regresado con su esposa, lo enfrenta, y le dice que si su plan es estar con ambas, ella lo libera para volver a casa, pues comprende que su destino no es estar juntos.
La escena final muestra Chéri salir de la casa de Léa caminando hacia su casa. Léa observa mientras se marcha, segura de que dará media vuelta y regresará. Cuando no lo hace, regresa a su mesa de tocador para mirarse en el espejo. 
Después de muchos años, Chéri se dará cuenta de que Léa fue la única mujer a la que podría amar, Chéri  acabará con su vida después de esta gran revelación. La película termina con la siguiente intervención del narrador:
"Cheri se sintió hundido, como si hubiera vivido una catástrofe irremediable, y el caso es que, mucho antes de lo que él o nadie hubiera pensado, la Belle Époque sería totalmente barrida por una guerra en la que él luchó y de la que volvió ileso.

A la vez, no podía evitar pensar que había logrado escapar de algo, y que era de nuevo un hombre libre. Un sentimiento, que más tarde se revelaría como un completo error. Pasaron muchos años antes de que entendiera que ambos habían sido injustamente castigados. Léa, por haber nacido muchos años antes que él, y Chéri por no haber conseguido entender que Léa era la única mujer a la que sería capaz de amar. Y cuando cayó en la cuenta de que era así, sacó su vieja pistola reglamentaria, y se pegó un tiro en la cabeza".

## Reparto
- Michelle Pfeiffer, como Léa de Lonval.
- Rupert Friend, como Fred "Chéri" Peloux.
- Kathy Bates, como Madame Charlotte Peloux.
- Felicity Jones, como Edmée.
- Frances Tomelty, como Rose.
- Anita Pallenberg, como La Copine.
- Harriet Walter, como La Loupiote.
- Iben Hjejle, como Marie Laure.

## Recepción y críticas
Chéri fue seleccionada para la competencia oficial del festival de cine de Berlín de 2009.
La película obtuvo críticas variadas: The Times de Londres, examinó la película emitiendo una crítica favorable.
- Datos: Q1090970